# The Lounge Lizards
I The Lounge Lizards sono stati un gruppo jazz statunitense, formatosi nel 1979 a New York e attivo fino al 1998, guidato dal sassofonista John Lurie.

## Storia dei Lounge Lizards
Inizialmente venivano identificati ironicamente come un gruppo di "finto jazz" per il loro stile che univa il punk rock e la no wave newyorkese a forti dosi di jazz, ma vennero col tempo sempre più apprezzati per la loro originalità che univa esperienze musicali raccolte da tutte le parti del mondo.
Furono fondati il 4 giugno del 1979 da John Lurie, con suo fratello Evan (piano e organo), Arto Lindsay (chitarra), Steve Piccolo (basso), e Anton Fier (batteria).
Il loro primo concerto in Italia fu nel 1981 in occasione del festival ELECTRA1 - Festival per i fantasmi del futuro, svoltosi a Bologna il tra il 17 ed il 20 giugno. Oltre ai Lounge Lizards erano presenti i Bauhaus, i DNA, Brian Eno, Peter Gordon, i Chrome, Gaznevada, i N.O.I.A., i Rats, i Band Aid ed il gruppo teatrale Magazzini Criminali.
Il gruppo ha subito col tempo moltissimi cambi di formazione, per cui hanno fatto parte del gruppo, tra gli altri: Marc Ribot, Erik Sanko, Peter Zummo, Oren Bloedow, Jane Scarpantoni, Steven Bernstein.

## Membri passati
- John Lurie - sassofono alto/soprano
- Evan Lurie - piano, organo
- Arto Lindsay - Chitarra
- Steve Piccolo - basso
- Anton Fier - Batteria
- Dana Vlcek - Chitarra
- Danny Rosen - Chitarra
- Peter Zummo - trombone
- Dougie Bowne - Batteria
- Roy Nathanson - Sassofono
- Curtis Fowlkes - trombone
- Marc Ribot - Chitarra, trombone, corno
- Erik Sanko - basso
- E.J. Rodriguez - percussioni
- Brandon Ross - chitarra
- Al MacDowell - basso
- Calvin Weston - Batteria
- Michael Blake - sassofono
- Steven Bernstein - trombone
- Billy Martin - percussioni
- Jane Scarpantoni - cello
- Bryan Carrott - marimba/vibrafono
- Michele Navazio - Chitarra
- Oren Bloedow - basso
- David Tronzo - Chitarra
- Ben Perowsky - percussioni
- Tony Scherr - basso
- Doug Wieselman - Chitarra, clarinetto
- Mauro Refosco - percussioni
- John Medeski - organo
- Kenny Wollesen - Batteria
- Danny Blume - Chitarra
- Clark Gayton - trombone

## Discografia

### Album studio
- 1981 -Lounge Lizards
- 1987 -No Pain For Cakes
- 1989 -Voice of Chunk
- 1998 -Queen of all Ears

### Album dal vivo
- 1983 -Live From The Drunken Boat
- 1985 -Live 79-81
- 1986 -Big Heart: Live in Tokyo
- 1993 -Live in Berlin, Vol. 1
- 1993 -Live in Berlin, Vol. 2